# Der große Gatsby (2000)
Der große Gatsby (Original: The Great Gatsby) ist ein romantisches Drama basierend auf dem Roman von F. Scott Fitzgerald. Der Fernsehfilm entstand aus einer britisch-amerikanischen Koproduktion und erschien erstmals am 29. März 2000 unter der Regie von Robert Markowitz.

## Inhalt
Nachdem der wenig erfolgreiche Nick Carraway nach New York zieht, um dort sein Glück zu versuchen, findet er sich als Nachbar des wohlhabendes Jay Gatsby wieder. Beide lernen sich auf einer von Gatsbys berühmten Partys kennen. Gatsby nutzt diese Freundschaft, um Kontakt zu seiner großen Liebe, Nicks Cousine Daisy Buchanan, herzustellen. Diese allerdings ist seit Jahren mit Tom Buchanan, einem wohlhabenden Polospieler, verheiratet. Tom jedoch ist untreu und trifft sich regelmäßig mit Myrtle Wilson, der Ehefrau des Mechanikers George Wilson. Gatsby versucht alles, Daisy zurückzugewinnen und beide haben vorerst eine Affäre. Daisy kann sich ihm jedoch nicht vollständig hingeben und Tom erfährt von der Beziehung. Nach einer Auseinandersetzung zwischen Gatsby und Tom ist Daisy emotional aufgewühlt und auf dem Heimweg kommt es zu einem Unfall. Myrtle Wilson läuft auf die Straße und wird von dem Auto, in dem Daisy und Gatsby sitzen, erfasst. Obwohl Daisy am Steuer saß, nimmt Gatsby die Schuld für Myrtles Tod auf sich. Tom überzeugt George Wilson, dass Gatsby eine Affäre mit Myrtle hatte und verantwortlich für ihren Tod ist. Daraufhin macht Wilson Gatsby ausfindig und erschießt ihn auf seinem Anwesen, bevor Wilson sich selbst umbringt.

## Produktion
Der Fernsehfilm wurde unter der Produktion von Granada Entertainment und A&E Television Networks in Zusammenarbeit mit Traveler’s Rest Films und der British Broadcasting Corporation (BBC) in Montréal, Kanada gedreht. Unter der Regie von Robert Markowitz, dem Drehbuch von John McLaughlin und der Musik von Carl Davis entstand die insgesamt vierte Verfilmung des Romans.

## Auszeichnungen
- OFTA Television Award 2001
- nominiert für Bestes Kostümdesign in einem Spielfilm oder Miniserie